# Hablamos esta noche
Hablamos esta noche es una película dramática dirigida por Pilar Miró en 1982. Con guion de Antonio Larreta y Miró está protagonizada en sus papeles principales por Víctor Valverde (quien fuera nominado al premio Fotogramas de Plata) Daniel Dicenta y Amparo Muñoz.

## Sinopsis
Víctor es el ingeniero de la puesta en marcha de la Central nuclear de Zapater. La inauguración es inminente. A los lógicos problemas que emanan de su trabajo se unen los que le plantea su situación familiar: un matrimonio anterior disuelto, un hijo adolescente, una relación sentimental actual no satisfactoria, la aparición de una nueva mujer. Cuando faltan apenas unos días, para la inauguración, Luis María, íntimo amigo de Víctor, ingeniero también de la Central, persona sensible y humana pero responsable de un grave accidente laboral en el pasado y adicto al alcohol le advierte de las posibilidades de una falla en el funcionamiento de la planta. No hay seguridad de que sea cierto lo que apunta Luis María, pero para averiguarlo ha de pararse el proceso de puesta en marcha y suspender la inauguración.

## Reparto
- Víctor Valverde - Víctor
- Daniel Dicenta - Luis María
- Amparo Muñoz - Clara
- Mercedes Sampietro - Julia
- Alfredo Mayo - Padre
- Álvaro Tafur - Claudio
- Myriam De Maeztu - Marina
- Fabián López - Profesor
- Francisco Guijar - Ingeniero
- Vicente Cuesta - Ingeniero
- Francisco Merino - Villalba
- Laura Culat - Carmen
- Francisco Melgares - Empleado
- Conrado San Martín - Ballester
- Amparo Soler Leal - María Rosa
- Cristina Banegas - Secretaria
- Juan Jesús Valverde
- Salvador Gayarre

## Producción
El largometraje contó con un presupuesto de cuarenta millones de pesetas y se rodó en exteriores de Cantabria y Asturias y en interiores de Madrid, con guion propio en colaboración con Antonio Larreta. Si en Gary Cooper, que estás en los cielos, dice Pilar Miró, el tema estaba planteado desde el punto de vista de la mujer, en Hablamos esta noche sentía la necesidad de hacer una reflexión sobre un hombre en una situación determinada y la visión que da de los problemas de la mujer, desde unas circunstancias masculinas. Este personaje, un ingeniero nuclear, vive la ruptura con su pareja y la aparición de una nueva mujer, junto con un conflicto profesional y ético. Es el responsable de una central nuclear que tiene que entrar en funcionamiento en una fecha fija, pero un viejo amigo suyo, también ingeniero, le advierte del descubrimiento de un posible fallo en la central. A partir de este momento, se convierte en un personaje absolutamente contradictorio, que dice una cosa y hace otra, que da la imagen de liberal y es un gran conservador.

## Recepción
La cinta obtiene valoraciones mixtas entre los usuarios de los portales de información cinematográfica. En IMDb obtiene una puntuación de 6,4 sobre 10 con 41 valoraciones. En FilmAffinity, con 180 valoraciones de sus usuarios, tiene una valoración de 4,9 sobre 10.